# Ер-2
Ер-2 (ДБ-240) — советский дальний бомбардировщик, двухмоторный моноплан с крылом типа «обратная чайка». Самолёт спроектирован в ОКБ-240 под руководством  В. Г. Ермолаева. Он стал развитием пассажирского самолёта «Сталь-7», сконструированного в НИИ ГВФ авиаконструктором Р. Л. Бартини. Один из немногих дальних бомбардировщиков своего времени с дизельным авиационным двигателем (АЧ-30 конструкции А. Д. Чаромского).
Всего было построено 462 экземпляра.
В августе и сентябре 1941 года самолёты Ер-2 и ТБ-7 принимали участие в серии авианалётов на столицу нацистской Германии город Берлин.

## История создания и производства
В 1936 году в самолетном НИИ ГВФ, под руководством Роберта Людвиговича Бартини, был спроектирован и передан на испытания двухмоторный пассажирский самолет «Сталь-7». Планировалось, что самолет будет иметь максимальную скорость 450 км/ч при дальности 5000 км. В беспосадочном перелете в конце августа 1939 года (командир экипажа Николай Шебанов) по маршруту Москва — Свердловск — Севастополь — Москва самолет «Сталь-7» преодолел расстояние в 5 068 км при средней скорости 405 км/ч.
6 октября 1938 года экипаж под командованием Н. П. Шебанова выполнил беспосадочный перелёт по маршруту Москва — Батуми — Одесса — Москва на самолёте «Сталь-7». Полёт протяжённостью 3800 километров был выполнен за 11 часов 4 минуты, что стало рекордом для пассажирской авиации того времени.
Еще в ходе эскизного проектирования пассажирского самолета Бартини предлагал создать на его базе дальний бомбардировщик. Однако в то время он поддержки не получил, так как военные считали, что бомбардировщик, переделанный из пассажирского самолета, потеряет в летных данных и будет хуже в боевом применении, чем специализированные самолеты этого класса.
Установление мирового рекорда самолетом «Сталь-7» не могло пройти мимо руководства авиации, и было принято решение из пассажирского лайнера сделать дальний скоростной бомбардировщик. С середины 1939 года главным конструктором по созданию дальнего бомбардировщика был назначен  В. Г. Ермолаев, так как в 1938 году был арестован Р. Л. Бартини. Дальшнейшая азработка ДБ-240 велась при участии Р. Л. Бартини, его привозили в КБ прямо из тюрьмы в ночное время суток, где он консультировал В. Ермолаева.
29.07.1939 года вышло постановление «О производстве опытного самолета ДБ-240» предусматривающего постройку двух опытных образцов бомбардировщика. Переделка сугубо гражданского самолета в бомбардировщик была непростой задачей. Наибольшим изменениям подвергся фюзеляж, внутри которого сделали бомбоотсек и установили необходимое бомбардировщику оборудование и вооружение. 
Самолет проектировался под двигатель М-106, однако к требуемому сроку довести двигатель не удалось, поэтому пришлось довольствоваться мотором М-105 с меньшей взлетной мощностью и высотностью. Главному конструктору В. Ермолаеву было понятно, что с двигателями М-105 его самолет не сможет обеспечить требований технического задания, но довести М-106 не удалось ни в 1940-м, ни в 1941 году.
Опытный ДБ-240 впервые поднялся в воздух 14 мая 1940 года. Не дожидаясь начала государственных испытаний было принято решения о развертывании серийного производства ДБ-240 на воронежском заводе № 18. Заводу предписывалось выпустить в 1940 году 70 бомбардировщиков установочной партии, а в 1941 году построить 800 самолетов ДБ-240. В дальнейшем ДБ-240 было решено переименовать в Ер-2, по фамилии главного конструктора. Государственные испытания были закончены 17 октября 1940 года, выяснилось, что самолет по всем основным пунктам не удовлетворял требованиям технического задания, что было не удивительно так как были установлены двигатели менее мощные, чем планировалось.
В дальнейшем правительством было принято решение дальнейшее производство Ер-2 с двигателями М-105 прекратить и в 1941 году построить 90 машин, оснащенных дизельными двигателями М-40Ф. К 1943 году промышленность освоила выпуск дизелей АЧ-30, и приказом ГКО с декабря 1943 года на заводе № 39 в Иркутске начался выпуск Ер-2 с дизельными двигателями АЧ-30Б.
После окончания Второй Мировой войны правительство пришло к выводу, что Ер-2 больше не отвечает требованиям времени и в августе 1945 года самолёт сняли с серийного производства. Последней модификацией самолета стал многоцелевой Ер-2 ОН (особого назначения) с увеличенным салоном на 10 человек и демонтированным вооружением. Однако до серийного производства этот вариант так и не дошел.
| Производитель  | 1941 | 1943 | 1944 | 1945 | Всего |
| -------------- | ---- | ---- | ---- | ---- | ----- |
| № 18 (Воронеж) | 71   |      |      |      | 71    |
| № 39 (Иркутск) |      | 2    | 148  | 241  | 391   |

Из 71 самолета, выпущенного в Воронеже в 1941 году, 7 были сделаны в апреле, 10 в мае, 25 в июне и последние 29 в июле.
| Квартал | I   | II | III | Всего |
| ------- | --- | -- | --- | ----- |
| Ер-2    | 108 | 98 | 35  | 241   |

### Конструкция
Самолет Ер-2 — двухмоторный четырехместный цельнометаллический свободнонесущий моноплан с крылом типа «обратная чайка» и убирающимся шасси.
- Фюзеляж — цельнометаллический полумонокок. Каркас фюзеляжа: продольный силовой набор — четыре лонжерона и 36 неразрезных стрингера, поперечный силовой набор — 40 шпангоутов. Силовые шпангоуты, к которым крепились стыковочные узлы мотоотсеков, изготавливались из хромансилевых труб, остальные шпангоуты из дюралевых профилей. Дюралевая обшивка фюзеляжа крепилась к каркасу потайными заклепками. Конструктивно и технологически фюзеляж состоял из носовой средней и хвостовой частей.

В носовой части фюзеляжа находилась кабина лётчика и штурмана. Вся носовая оконечность фюзеляжа была остеклена и заканчивалась носовой стрелковой установкой, этим обеспечивался хороший обзор штурмана для навигации и выхода на цель. Снизу носовой части фюзеляжа был выполнен застекленный входной люк. Фонарь лётчика состоял из двух частей: неподвижного козырька и сдвижной части, перемещавшейся по направляющим.
В средней части фюзеляжа располагался бомбоотсек, над бомбоотсеком монтировались два топливных бака. Люк бомбоотсека разделялся центральной балкой на левую и правую половины. Закрывание створок люка производилось тросами, а открывание пружинными толкателями.
В хвостовой части фюзеляжа размещались стрелок и радист. Рабочее место радиста располагалось на левом борту, сзади него на правом борту монтировалась радиостанция. Стрелок располагался в специальном люке в верхней стрелковой установке. К хвостовой части фюзеляжа крепились стабилизатор и костыльная опора шасси.
- Крыло — двухлонжеронное типа «обратная чайка», трапециевидное в плане состояло из центроплана, двух моторных отсеков и двух отъёмных консолей. Конструкция центроплана и моторного отсека — сварная пространственная ферма из стальных хромансилевых труб. В пространство между лонжеронами устанавливался топливный бак, а в носок мотоотсек встраивался маслобак. Лонжероны консолей клепанной конструкции с поясами из прессованного алюминиевого профиля переменного сечения. В межлонжеронной части консолей устанавливались три топливных бака. Обшивка крыла дюралевая, крепилась к каркасу крыла заклепками впотай. В консольной части крыла располагался водорадиатор, воздух к которому подводился по радиаторному каналу из носка консоли. На левом крыле монтировалась посадочная фара. Механизация крыла состояла из посадочного щитка и разрезного элерона. Элерон левой консоли был снабжен триммером[6].
- Хвостовое оперение — цельнометаллическое, двухкилевое. Стабилизатор — трапециевидный в плане, состоит из симметричных правой и левой консолей. Силовой набор три лонжерона, 29 нервюр и стрингеры. К хвостовой части фюзеляжа стабилизатор крепился болтами, место стыка закрыто обтекателями. Руль высоты состоит из двух частей не соединенных между собой. Силовой набор руля высоты состоит из лонжерона, образующего носок руля и дюралевых штампованных нервюр, расчаленных дюралевыми лентами. Обшивка руля высоты полотняная, пропитанная эмалитом. Рули высоты снабжены тирммером и весовой компенсацией[6]. Вертикальное оперение состоит из двух разнесенных килей, на каждом из которых установлен руль направления. Форма шайб вертикального оперения образована дугами окружностей разного диаметра. Каркас киля состоит из двух лонжеронов, десять нервюр и стрингеры. Обшивка листовой дюралюминий толщиной 0,8 мм. В носке киля смонтированы барабаны антенны. Конструкция руля направления аналогична рулю высоты.. На правом руле направления установлен триммер. Оба руля оснащены роговой компенсацией[6].
- Шасси — трехопорное, убирающееся с хвостовым колесом. Основные опоры двухстоечные с воздушно-масляной амортизацией. Колеса основных опор полубаллонные оснащенные пневмо-гидравлическими тормозами. В полете основные опоры убирались назад по полету в обтекатели мотогондолы. После подъема шасси створки люка автоматически закрывались, при этом колесо выступало наружу. Управление подъемом и выпуском шасси гидравлическое, аварийный выпуск — механический. Хвостовое колесо ориентирующееся с воздушно-масляной амортизацией. Хвостовое колесо убиралось назад по полету в нишу в хвостовой части фюзеляжа. Уборка хвостовой опоры осуществлялась при помощи пружины, а выпуск с помощью длинного резинового шнура, соединенного со стойками основных опор[6].
- Силовая установка — два поршневых четырехтактных 12-цилиндровых V-образных двигателя жидкостного охлаждения М-105, мощностью 1100 л. с. Воздушный винт трёхлопастный, изменяемого шага диаметром 3 м. Двигатели устанавливались в аэродинамических гондолах на моторном отсеке крыла. Подмоторная рама сварная из хромансилевых труб, крепилась к переднему лонжерону крыла болтами. Двигатель закрывался обтекателем, включавшим кок винта, капот и обтекатель шасси. Кок винта состоял из передней и задней частей. Передняя часть кока имела наружний и внутренний обтекатели, образовывающие между собой кольцевой канал для обдува двигателя и его агрегатов. Пуск двигателя производился сжатой карбюрированной смесью. Топливо размещалось в четырнадцати протектированных баках общей емкостью 540 литров. Баки располагались: три бака в фюзеляже, в мотоотсеке и консолях крыла по четыре. На самолете имелась объединенная система дренажа и заполнения баков углекислым газом, что исключало образование в них вакуума и предохраняла от воспламенения при простреле зажигательными пулями. Маслобаки располагались в передних кромках мотоотсеков[6].
- Бортовое радио и электрооборудование: электрооборудование — два генератора, для питания систем самолета переменным током, установленные на каждом двигателе и аккумулятор для подачи постоянного тока; радиооборудование — радиостанция, радиополукомпас. При уборке шасси под фюзеляжем выдвигалась мачта с жесткой трёхлучевой антенной. Связь между членами экипажа обеспечивалась переговорным устройством, также имелась звуковая и трехцветная световая сигнализация. Кабины штурмана и стрелка соединялась между собой пневмопочтой, работающей от набегающего потока воздуха.
- Аэронавигационное оборудование (гиромагнитный компас, авиагоризонт, автомат курса) рассчитано на выполнение «слепых» и ночных полетов.
- Высотное оборудование обеспечивало экипаж запасом кислорода на восемь часов полета на высоте 8000 м[6].
- Вооружение. Бомбардировочное вооружение размещалось на внутренней и внешней подвесках. Внутри бомбоотсека было установлено шесть замковых кассетных бомбодержателей. Нормальная бомбовая нагрузка в бомбовом отсеке не превышала 1000 кг. Подвеска бомб на внутренние кассетные держатели осуществлялась ручной лебедкой из кабины стрелка-радиста. Бомбы также подвешивались на двух внешних балках. Общая максимальная бомбовая нагрузка составляла четыре тонны. Бомбы сбрасывались с помощью электрического или аварийного механического сбрасывателя, установленного в кабине штурмана. Прицеливание днем с больших и средних высот происходило с помощью оптического прицела, а ночью и днем с малых высот при помощи коллиматорного прицела[6].

Оборонительное вооружение состояло из трех пулеметных установок: носовой, люковой и верхней. Для обстрела передней зоны в носовой части на шаровом шарнире крепился пулемет ШКАС калибра 7,62 мм с боекомплектом на 500 патронов. Питание пулемета патронами осуществлялось разборной лентой из ящика на 1000 патронов, стрелянные гильзы и звенья собирались в специальный мешок. В нижнем люке находилась выдвижная установка со вторым пулеметом ШКАС. В походном положении пулемет был спрятан в фюзеляж, в боевом положении открывался люк и установка с пулеметом опускалась вниз. Стрелок вел огонь с колена, прицеливаясь через перископический прицел. Выступающая за контур фюзеляжа установка закрывалась обтекателем. Боекомплект 1075 патронов. Использованные звенья и гильзы выбрасывались за борт. Сверху на фюзеляже на кольце диаметром 1000 мм размещалась турель, закрытая прозрачным экраном, с пулеметом калибра 12,7 мм. Турель имела убирающийся аэродинамический компенсатор. Питание пулемета осуществлялось из сменных магазинов, каждый с лентой на 40 патронов. В боекомплект входило пять магазинов, четыре из которых укладывались в ниши по бортам фюзеляжа.

### Стоимость
Самолёт Ер-2 (2АЧ-30Б) производства завода № 39, отпускался по цене за одно изделие 875 тысяч рублей (цена за планер с оборудованием без моторов, цены за второй квартал 1945 года).

## Боевое применение
Первые бомбардировщики Ер-2 поступили на вооружение в строевые части уже после начала войны в июне — августе 1941 года. Ими вооружили два авиаполка особого назначения (АП ОСНАЗ). Личный состав этих полков был укомплектован в основном опытными пилотами гражданской авиации. При подготовке полков происходило большое количество аварий. Даже с учетом устранения недостатков, выявленных при испытании, самолет Ер-2 оказался недоведенным.
Первый боевой вылет три бомбардировщика Ер-2 совершили 11 августа 1941 года, целью был Берлин. С задания вернулся только один самолет. Один из бомбардировщиков взорвался над целью, второй был атакован своими истребителями и был подбит. В конце августа и в начале сентября 1941 года были совершены боевые вылеты на Кенигсберг с подмосковного аэродрома Раменское.
Большие потери фронтовой авиации и катастрофическая обстановка на фронте заставили командование ВВС временно прекратить бомбардировку дальних целей. В сентябре и октябре 1941 года бомбардировщики Ер-2 бомбили железнодорожные узлы Витебск, Рославль, Гомель и Орел. С октября самолеты Ер-2 наносили удары непосредственно по колоннам войск и бронетехники в ближнем тылу и на поле боя. Полеты осуществлялись днем, почти всегда без истребительного прикрытия.
В ходе войны Ер-2 не получил широкого распространения в бомбардировочной авиации. Бомбардировщик проектировался под мощный двигатель М-106, который не смогли довести до серийного производства. Одним из основных недостатков был тяжелый старт, самолет оказался перетяжеленным и ему требовались аэродромы с большой взлетной полосой и бетонным покрытием.
Авиационные полки, укомплектованные Ер-2, несли значительные потери. К октябрю 1941 года в строю находилось лишь 14 бомбардировщиков Ер-2, из них девять исправных. Последний боевой вылет звено Ер-2 выполнило 8 августа 1943 года. С весны 1944 года в подразделения Авиации дальнего действия стали поступать самолеты Ер-2 с дизельными двигателями АЧ-30Б, но их освоение тормозилось многочисленными проблемами в работе двигателей.
Участие бомбардировщиков Ер-2 с двигателями АЧ-30Б в боевых действиях было незначительным . В апреле 1945 года они участвовали в массированных дневных налетах на Кенигсберг, а также бомбили Зееловские высоты под Берлином. Всего они выполнили 75 боевых самолетовылетов.
В послевоенное время в марте 1946 года самолеты Ер-2 были сняты с вооружения. К весне 1946 года в ВВС числилось 233 самолета Ер-2, которые в соответствии с постановлением Совета Министров СССР были списаны и утилизированы.

## Состоял на вооружении
Дальний бомбардировщик состоял на вооружении в формированиях авиации РККА и РККФ ВС Союза ССР:
- 16-я гвардейская бомбардировочная авиационная дивизия
  - 326-й бомбардировочный авиационный полк
- 18-я гвардейская бомбардировочная авиационная дивизия
  - 327-й бомбардировочный авиационный полк
  - 328-й бомбардировочный авиационный полк
  - 329-й бомбардировочный авиационный полк
  - 332-й бомбардировочный авиационный полк
- 50-я авиационная дивизия дальнего действия
  - 333-й бомбардировочный авиационный полк
- 81-я дальняя бомбардировочная авиационная дивизия
  - 420-й дальнебомбардировочный авиационный полк
  - 421-й дальнебомбардировочный авиационный полк

## Тактико-технические характеристики
Ер-2 2М-105:

### Технические характеристики
- Экипаж: 4—5 человек
- Длина: 16,23 м
- Размах крыла: 21,65 м
- Высота: 4,82 м
- Площадь крыла: 72,2 м²
- Угол стреловидности по передней кромке: 13°
- Поперечное V крыла: +7°
- Масса пустого: 7 076 кг
- Масса снаряженного: 12 000 кг
- Максимальная взлётная масса: 13 460 кг
- Объём топливных баков: 5440 л
- Двигатели: 2× М-105 водяного охлаждения
- Мощность: 2× 1100 л. с. (809 кВт)
- Воздушный винт: ВИШ-22Е диаметром 3 м

### Лётные характеристики
- Максимальная скорость:
  - на высоте: 445 км/ч
  - у земли: 395 км/ч
- Крейсерская скорость: 390 км/ч
- Практическая дальность: 4 100 км
- Практический потолок: 7 700 м
- Скороподъёмность: 5,5 м/с
- Длина разбега: 580 м (при массе 11 300 кг)
- Нагрузка на крыло: 166 кг/м²
- Тяговооружённость: 140 Вт/кг

### Вооружение
- Бомбовая нагрузка:
  - нормальная: 1 000 кг
  - максимальная: 5 000 кг (у поздних модификаций)
- Пулемётное:
  - один × 12,7 мм пулемёт в верхней фюзеляжной турели, 400 патронов
  - два × 7,62 мм пулемёта в носу (500 патронов) и в люке под фюзеляжем (1075 патронов)